# Zelotibia lejeunei
Zelotibia lejeunei Nzigidahera & Jocqué, 2009 è un ragno appartenente alla famiglia Gnaphosidae.

## Etimologia
Il nome della specie è in onore del raccoglitore degli esemplari nel dicembre 1976: M. Lejeune.

## Caratteristiche
L'olotipo maschile rinvenuto ha lunghezza totale è di 4,80mm; la lunghezza del cefalotorace è di 2,00mm; e la larghezza è di 1,56mm.

## Distribuzione
La specie è stata reperita nel Congo orientale: l'olotipo maschile è stato rinvenuto in località Kalonge, nel comprensorio del monte Ruwenzori dell'Albert National Park, appartenente alla provincia di Bubanza.

## Tassonomia
Al 2016 non sono note sottospecie e dal 2005 non sono stati esaminati nuovi esemplari.